# Río Jaén
El río Jaén es un río del sur de la península ibérica perteneciente a la cuenca hidrográfica del Guadalquivir, que discurre íntegramente por la provincia de Jaén. 
Su nombre primitivo era el de Candelebrage.

## Curso
Se denomina río Jaén al tramo formado por la confluencia de los ríos Quiebrajano y río Frío; la unión se produce en el Puente de la Sierra de Jaén, tras atravesar ambos ríos una zona de bellos cañones. En la zona del Puente Nuevo se une al río Guadalbullón, que a su vez es afluente del Guadalquivir.
Tiene una longitud de 32 km. y una cuenca hidrográfica de 318,8 km².